# Protestas y rebeliones del siglo XVIII en el Virreinato del Perú
En el siglo XVIII, estallaron en el territorio del Virreinato del Perú protestas y rebeliones de la más diversa índole, que se originaron, indistintamente, por los abusos de los funcionarios reales y el mal gobierno de las autoridades virreinales. En especial, los corregidores fueron el centro principal de las quejas, ya que cometían una serie de abusos y excesos sobre la población indígena, en lo referente a la distribución del trabajo en las mitas, el cobro de los tributos y el repartimiento de mercaderías. Las reformas borbónicas, que implicaron el aumento de los impuestos y otras contribuciones, fueron otro factor agravante del descontento popular. Al principio, algunos curacas e indígenas principales creyeron que, enviando memoriales de quejas al rey de España, lograrían la atención de la Corona, para que rectificara las injusticias. Pero al constatar que esto no daba resultado, muchos de ellos tramaron rebeliones armadas, algunas abortadas antes de estallar y las que estallaron fueron debeladas por las fuerzas del virrey de la manera más brutal.

## Antecedentes
Incluso antes del advenimiento de las reformas borbónicas, hubo rebeliones durante la Casa de Austria, aunque tenían un índole más señorial:
- 1544: La Gran Rebelión de los Encomenderos. Líderes: Gonzalo Pizarro y Francisco de Carvajal
- 1545: La Rebelión de Huaura. Líderes: Rey del Palenque de Huaura
- 1553: Rebelión de Francisco Hernández Girón. Líderes: Francisco Hernández Girón
- 1561: Rebelión de Lope de Aguirre. Líderes: Lope de Aguirre y Fernando de Guzmán (Fernando I)
- 1567: Conspiración de los mestizos de Huamanga. Líderes: Juan Arias Maldonado, Carlos Inca, Pedro del Barco y Cristóbal Maldonado
- 1600: I Rebelión de Vilcabamba. Líderes: Consejo de Jefes Cimarrones.[5][6][7][8]
- 1602: II Rebelión de Vilcabamba. Líderes: Francisco Chichima.[5][6][7][8]
- 1623: Alzamiento de Songo y Chucuito. Líderes: Gabriel Huaynaquile y Gabriel Huayla
- 1632: Levantamiento del Lago Titicaca. Líderes: Consejo de Iruitos y Uchusumas
- 1633: Levantamiento de Churin de Cajatambo. Líderes: Consejo de Indios
- 1637: I Rebelión de Chanchamayo. Líderes: Curaca Zampati
- 1644: Alzamiento en La Paz. Líderes: Consejo de Indios
- 1666: La Gran Conspiración de los Indios de Lima. Líderes: Diego Lobo y Gabriel Manco Cápac
- 1667: La Conspiración de Remangaenaguas. Líderes: Gabriel Inca Manco Cápac
- 1667: La Conspiración y Motín de los Huancas y Huancavelicanos. Líderes: Consejo de Indios y Gabriel Inca Manco Cápac
- 1667: El Motín de los Mineros de Puno. Líderes: Gremio de Mineros Vascongados y Gremio de Mineros Andaluces
- 1668: La Rebelión de los Salcedo. Líderes: Gaspar Salcedo y José Salcedo
- 1674: II Rebelión de Chanchamayo. Líderes: Curaca Magore

## Protestas y rebeliones antes de 1780
Estas fueron las más importantes protestas y rebeliones estalladas en el siglo XVIII, antes de la década de 1780:
- 1724: III Rebelión de Chanchamayo. Líderes: Curaca Fernando Torote
- 1722-1732. Protestas de Vicente Mora Chimo Cápac, curaca de Chicama (norte del Perú) y descendiente de los reyes chimúes e incas. Este personaje viajó sin autorización a España, donde presentó sucesivos memoriales ante el monarca español, reclamando justicia para los indígenas y quejándose de los funcionarios reales.
- 1724-1736. La rebelión de los indígenas de Azángaro, Carabaya, Cotabambas y Castrovirreyna, quienes dieron muerte a sus corregidores, como reacción frente al abuso que cometían estos funcionarios. La rebelión fue cruelmente reprimida, siendo los pobladores masacrados, ajusticiados sin juicio, y condenados de por vida a las mitas de Potosí y Huancavelica, así como a los obrajes y panaderías.
- 1726: Rebelión de Andahuaylas. Líderes: Bernardo de Minaya y Gaspar de Prado y Mansilla
- 1730-1731. Rebelión del platero mestizo, Alejo Calatayud en Oropesa en reacción a una subida de impuestos e imposición del Tributo indígena al mestizo.
- 1730: Rebelión de Cotabambas. Consejo de Indios y Blas Huaranca
- 1732: I Rebelión de Castrovirreyna. Líderes: Consejo de indios
- 1736: II Rebelión de Castrovirreyna. Líderes: Consejo de indios
- 1736. Protesta de los curacas de Paita. Estos, tras esquivar la rígida censura virreinal, lograron hacen llegar a la corte de Madrid un extenso memorial conteniendo denuncias y reclamaciones en favor de los indígenas.
- 1737: IV Rebelión de Chanchamayo. Líderes: Curaca Ignacio Totore
- 1737. Rebelión de Andrés Ignacio Cacma Condori y José Orco Huaranca, curacas pertenecientes a las antiguas panacas incas del Cuzco. En la conjura se hallaban implicados otros 17 curacas. Al producirse hechos violentos en Azángaro, las autoridades virreinales actuaron con gran rapidez, deteniendo a 89 indios principales del Cuzco, mientras que columnas milicianas armadas por los mercaderes entraban en Azángaro, donde, tras cometer excesos de todo tipo, apresaron a 39 indígenas sindicados como cabecillas de la rebelión. Todos los implicados fueron condenados a diversas penas: prisiones, mitas forzadas y a ración en las minas, obrajes y panaderías.
- 1739. La conspiración de Oruro (Alto Perú), bajo el mando de Juan Vélez de Córdova. Este personaje se proclamó descendiente de los soberanos incas y exigió a través de un “Manifiesto de agravios” el fin de la dominación española, fundamentando esta exigencia en el hecho que los funcionarios españoles se dedicaban solo a expoliar a las poblaciones, cuando el fin primordial de la dominación española había sido la evangelización. Poco antes de su estallido, el movimiento fue delatado; Vélez y otros cabecillas fueron capturados y ajusticiados.
- 1742-1756. La rebelión de Juan Santos Atahualpa, caudillo mestizo que se proclamó descendiente de los incas y tuvo el propósito expreso de restaurar el Imperio incaico y expulsar a los españoles. Al frente de las tribus selváticas, logró controlar un extenso territorio de la selva central del Virreinato del Perú, el llamado Gran Pajonal, llegando a amagar la sierra central. Si bien la rebelión no llegó a extenderse más allá de esos límites, tampoco pudo ser sometida por la autoridad virreinal. Juan Santos desapareció misteriosamente en 1756, desconociéndose la fecha y las circunstancias de su fallecimiento.
- 1750. La revolución de Huarochirí. Encabezada por Francisco Inca y Pedro de los Santos, en protesta por los abusos y arbitrariedades de las autoridades virreinales. Los insurgentes tomaron la ciudad de Huarochirí, a cuyo corregidor ajusticiaron. Las fuerzas virreinales, al mando de Melchor Malo de Molina y Espínola, cercaron Huarochirí, donde los rebeldes resistieron con heroísmo, hasta ser derrotados. Los líderes de la revuelta fueron apresados; algunos fueron asesinados y otros llevados a Lima, donde fueron ajusticiados.
- 1766. Movimiento de Quito, en la que participaron indígenas y mestizos, en protesta por el establecimiento de las aduanas. Se produjeron diversos motines y tumultos en dicha ciudad, a lo largo de dicho año. Desde Lima se enviaron tropas, para apaciguar a la población exaltada.
- 1768: La Revuelta de San Jacinto y San José. Líderes: Lorenzo Mambo y Francisco Margarito
- 1770. Movimiento de Sica Sica (Alto Perú). Los indígenas de dicha localidad dieron muerte al teniente del corregidor y atacaron con suma violencia el corregidor. La represión dejó como saldo cientos de indígenas masacrados.
- 1771. Movimiento de Pacajes (Alto Perú). Los indígenas de dicha localidad dieron muerte a su corregidor y persiguieron a los coadjutores de estos. Igualmente fue reprimido severamente.
- 1773. Protesta de Santiago de Chuco (en el actual departamento de La Libertad), protagonizada por indígenas y mestizos, por los exorbitantes precios de las mercaderías dadas en reparto por el corregidor, se les sumaría Celendín y Huamachuco. Como al año siguiente se renovaron estas protestas, las autoridades apresaron a los líderes visibles.
- 1774. Rebelión de Chumbivilcas. Se originó cuando el corregidor de esta localidad apresó al curaca local por encabezar la protesta general contra los repartimientos de mercaderías. Los indios reaccionaron violentamente y dieron muerte al corregidor. El alzamiento fue aplastado con un saldo elevado de vidas.
- 1774. Rebelión de los indígenas de la villa de Llata, contra los abusos del corregidor, al que dieron muerte.
- 1775: Levantamiento de Paucarcolla, Puno y Lucanas. Líderes: Consejo de indios
- 1776. Rebelión de los indígenas de Urubamba, que lograron expulsar a las autoridades virreinales. Estas regresaron con refuerzos militares y reprimieron a los rebeldes con extrema ferocidad.
- 1780-1781. La rebelión de los hermanos Katari en el Alto Perú. Ellos eran Tomás, Nicolás y Dámaso Katari. Actuaron en relación con la rebelión de Túpac Amaru II. Tomás Katari fue capturado por los españoles y despeñado el 15 de enero de 1781. Sus hermanos acabaron siendo sucesivamente delatados y apresados. Dámaso Katari fue ejecutado el 27 de abril y Nicolás Katari el 7 de mayo del mismo año.[10]
- 1780. Conspiración de los plateros en el Cuzco. Los plateros Lorenzo Farfán de los Godos, Ildefonso Castillo, Juan de Dios Vera, Diego Aguilar, Ascensio Vergara, José Gómez y Eugenio Cárdenas, se complotaron con el influyente curaca de Písac, Bernardo Tambohuacso. Descubierta la conspiración, Farfán de los Godos y otros seis plateros fueron apresados y ajusticiados, en junio de 1780. Posteriormente fue capturado el curaca Tambohuacso, que fue ajusticiado el 17 de noviembre de 1780, días después del estallido de la rebelión de Túpac Amaru II.[11]

## Rebelión de Túpac Amaru II
Descendiente de la nobleza inca, José Gabriel Condorcanqui, curaca de Surimana, Tungasuca y Pampamarca, adoptó el nombre de Túpac Amaru II y encabezó la más formidable revolución indígena de la época colonial, en protesta por el maltrato que recibían los pobladores por parte de los corregidores. Entre sus exigencias figuraba la supresión de los corregimientos y la creación de una Real Audiencia en el Cuzco para una rápida administración de justicia, ya que solo existía la Real Audiencia de Lima para todo el territorio del Virreinato. A estos reclamos, se unió posteriormente su deseo de separarse del yugo español; es decir, su rebelión, originalmente de tendencia reformista, se convirtió en separatista. Para algunos analistas, fue el iniciador de la lucha por la emancipación política del Perú.
La rebelión estalló el 4 de noviembre de 1780 en el pueblo de Tinta (50 leguas al sur del Cuzco) y puso en movimiento a todo el sur del Virreinato del Perú, hasta la región de Charcas. Repercutió, además, en el resto de los dominios españoles de Sudamérica.
El primer episodio de la rebelión fue el apresamiento del corregidor de Tinta, Antonio de Arriaga, quien fue ejecutado públicamente. Acto seguido, Túpac Amaru II se puso en marcha hacia el norte contando con la simpatía y adhesión de los pobladores que, en su mayoría, estaban armados de picos, palos, hachas y sólo algunas armas de fuego. En estas condiciones, ganó la batalla de Sangarará, librada el 18 de noviembre de 1780. Pero no quiso todavía dirigirse al Cuzco y prefirió retirarse a Tinta, donde el día 27, lanzó un manifiesto explicando las causas que le habían llevado a la sublevación. Poco después, a inicios de diciembre se dirigió al sur, atravesó la cadena del Vilcanota, pasó por Lampa, Pucará y penetró en Azángaro, extenso recorrido con el que pretendía ganar adeptos a su causa.
El virrey Agustín de Jáuregui envió al Cuzco al visitador José Antonio de Areche, con poderes extraordinarios para sofocar la rebelión, teniendo como ejecutar inmediato al mariscal José del Valle. Es así como los españoles, con refuerzos llegados desde Lima, enfrentaron a Túpac Amaru II, que ya por entonces (enero de 1781), se había decidido a atacar el Cuzco. Sin embargo, este no pudo doblegar el poderío de las fuerzas realistas y sufrió sendos reveses en las batallas de Checacupe y Combapata, por lo que se vio obligado a retroceder. Los realistas, en su persecución, ingresaron a sangre y fuego a Tinta, que fue totalmente destruida. El curaca, su mujer y sus tres hijos huyeron a la villa de Langui donde fueron apresados por la traición de un partidario suyo. Enseguida, fue a parar a manos de Areche. Sufrió atroces torturas, para que delatara a sus colaboradores cuzqueños, pero permaneció hermético. Finalmente fue sentenciado a muerte.
La ejecución ocurrió el 18 de mayo de 1781, en la Plaza de Armas del Cuzco. Previamente, fueron ejecutados su esposa, Micaela Bastidas, su hijo mayor, Hipólito Tupac Amaru, otros familiares y sus principales capitanes. Túpac Amaru II fue ahorcado y su cuerpo desmembrado con hacha, luego de un intento fallido usando la fuerza de cuatro caballos. Sus miembros mutilados fueron enviados a distintos puntos del sur del virreinato y clavados en picas, para que sirviera de escarmiento a las poblaciones rebeldes. Sin embargo, el espíritu de lucha se mantuvo entre sus partidarios, quienes, encabezados por Diego Cristóbal Túpac Amaru (primo suyo), se mantuvieron en pie de lucha hasta principios de 1782.
El horrendo sacrificio de Túpac Amaru II y la represión feroz de la rebelión (cuyo saldo, según el cálculo de los mismos represores, fue de 120 000 hombres andinos muertos, aunque se calcula que en realidad fueron 200 000), avivó más la rebeldía contra la dominación española. Obligó a la Corona española concentrar sus fuerzas en el sur peruano, de modo que dicha zona se convirtió en el último bastión del poder español en la Independencia del Perú. Además, en su momento el sacrificio de Túpac Amaru II no resultó estéril, pues a raíz de esta rebelión se suprimieron los corregimientos y se creó la Real Audiencia del Cuzco, tal como lo había exigido el curaca rebelde.

## Rebelión de Túpac Katari
Una segunda fase de la revolución tupacamarista la protagonizó el caudillo aimara Julián Apaza en el Alto Perú. Este personaje adoptó el nombre de Túpac Katari (en homenaje a Túpac Amaru II y Tomás Katari) y a la cabeza de 40 000 indígenas puso sitio a La Paz (13 de marzo de 1781); exigió la entrega de los corregidores y el retiro de los españoles. Aunque suspendió el cerco en julio, lo estrechó más y lo mantuvo hasta el 17 de octubre, teniendo que retirarse para concertar nuevas acciones. Pero traicionado y entregado a las autoridades españolas (10 de noviembre) fue condenado a ser arrastrado atado a la cola de un caballo y luego descuartizado por cuatro caballos (13 de noviembre).

## Conspiraciones entre 1782 y 1810
Entre el fin de la rebelión de Túpac Amaru II y el inicio de la guerra de la independencia del Perú, tuvieron lugar en el virreinato otras conspiraciones y revueltas, como las siguientes:
- El movimiento de Huarochirí (1782), encabezado por Felipe Velasco Túpac Inca Yupanqui, con apoyo del indio Ciriaco Flores y en conexión con Diego Cristóbal Túpac Amaru. Movilizó a seis pueblos de la provincia de Huarochirí. El virrey envió contra ellos al corregidor de Huarochirí, al gobernador de Yauyos y a un destacamento de Lima. Los agitadores fueron sorprendidos y tomados prisioneros. Sometido a proceso, Felipe Velasco Túpac Inca Yupanqui fue ejecutado en Lima, el 7 de julio de 1783.[17]
- 1784: Conspiración de Indios en el Cuzco. Líderes: Consejo de indios tupacamaristas
- 1784: Motín de Indios en Huamanga, Andahuaylas y Huanta. Líderes: Consejo de indios
- 1784: Motín en Cajatambo. Líderes: Consejo de indios
- 1800: El Alzamiento de Tumán. Líderes: Consejo de cimarrones

- La conspiración del Cuzco de Gabriel Aguilar y Manuel Ubalde (1805). El primero era un minero huanuqueño y el segundo un abogado arequipeño, que se conocieron en Lima y forjaron una alianza. Luego coincidieron en el Cuzco, donde, con el apoyo de diversas personalidades, tramaron un plan para independizar al Perú y restaurar el Incanato. Delatados antes de producirse el alzamiento, fueron apresados y ajusticiados, el 5 de diciembre de 1805.[18]